# Daniel Radcliffe
Pour les articles homonymes, voir Ratcliffe et Radcliffe.
Daniel Radcliffe /ˈdænjəl rædklɪf/ est un acteur et producteur britannique né le 23 juillet 1989 dans le quartier londonien de Fulham.
Il devient mondialement célèbre en jouant le rôle de Harry Potter pour la saga du même nom (2001–2011). Daniel Radcliffe est alors l'un des acteurs les mieux payés au monde, acquérant une grande popularité et un succès critique. Il est nommé pour de nombreuses récompenses et en remporte plusieurs titres pour ce rôle.
Après avoir terminé tous les Harry Potter, l'acteur s'éloigne des grosses productions hollywoodiennes pour afficher un ton plus sarcastique, excentrique, voire sombre. En 2012, il participe au film d'horreur La Dame en noir et incarne l'année suivante le poète Allen Ginsberg dans Kill Your Darlings, ainsi que Wallace dans Et (beaucoup) plus si affinités. Il obtient également un rôle majeur dans les films fantastiques Horns et Docteur Frankenstein, puis dans le thriller Imperium. En 2016, il interprète Manny dans le film dramatique Swiss Army Man, et remporte le Catalogne du « Meilleur acteur » pour ce rôle. En novembre 2017, il interprète Yossi Ghinsberg dans le film d'aventure Jungle, réalisé par Greg McLean. En 2020, il participe au final de la série comique Unbreakable Kimmy Schmidt en jouant un rôle majeur dans le téléfilm interactif Kimmy contre le révérend sur Netflix. Il obtient au cours de sa carrière des nominations aux prestigieux BAFTA, Emmy, Grammy et Tony Awards et remporte ce dernier en 2024.
Acteur engagé, Daniel Radcliffe œuvre notamment dans des associations qui luttent contre le suicide des jeunes homosexuels.

## Biographie

### Jeunesse
Daniel Jacob Radcliffe naît à la Queen Charlotte's and Chelsea Hospital (en), dans le quartier londonien de Fulham, le 23 juillet 1989. Il est fils unique d'Alan George Radcliffe, un agent littéraire et de Marcia Jeannine Gresham (née Marcia Gresham Jacobson), une agente de casting. Son père est protestant avec des origines irlandaises et sa mère est juive ashkénaze. Elle est née en Afrique du Sud et a des origines polonaises et russes. Daniel Radcliffe affirme être « très fier d'être juif ».

### Formations
Daniel Radcliffe a fait ses études dans des écoles indépendantes pour garçons, dont la Sussex House School (en) (aujourd'hui Cadogan Square) ou la Redcliffe School (en) dans le quartier de Chelsea. La fréquentation de l'école est devenue difficile pour lui après la sortie du premier film de Harry Potter, certains de ses camarades étant devenus hostiles, même s'il a avoué qu'ils essayaient juste « d'avoir un coup de foudre de la part du gamin qui joue Harry Potter » plutôt que d'agir par jalousie.
Tandis que sa carrière d'acteur commençait à avoir une grande place dans son emploi du temps, Daniel Radcliffe a poursuivi ses études par le biais de tuteurs sur le plateau des films Harry Potter. Il a admis qu'il n'était pas un très bon élève, considérant l'école inutile et trouvant le travail « vraiment difficile ».
Il a obtenu une note de A à ses examens A-level qu'il a passés en 2006, mais a par la suite décidé de faire une pause dans ses études et de ne pas aller au lycée ou à l'université, se considérant comme mauvais élève et afin de pouvoir poursuivre sa carrière d'acteur plus facilement. Il explique par la même occasion qu'il serait difficile d'avoir une expérience universitaire normale : « Les paparazzis, ils adoreraient. S'il y avait des fêtes, ils seraient tout de suite informés de l'endroit. », déclare-t-il au magazine Details en 2007.

## Carrière

### AvantHarry Potter
Avant d'interpréter le sorcier le plus connu du monde de la littérature jeunesse, Daniel Radcliffe fait ses débuts en 1999 dans David Copperfield, un téléfilm de la BBC, en interprétant le rôle de David enfant. Sur le tournage, il fait la connaissance de Maggie Smith et de Imelda Staunton qui incarneront respectivement plus tard Minerva McGonagall et Dolores Ombrage dans la série Harry Potter.
En 2001, il apparaît dans Le Tailleur de Panama du réalisateur anglais John Boorman aux côtés de Geoffrey Rush, Jamie Lee Curtis et Pierce Brosnan.

### Harry Potter: 1999-2011

#### Casting pour la première partie de la saga

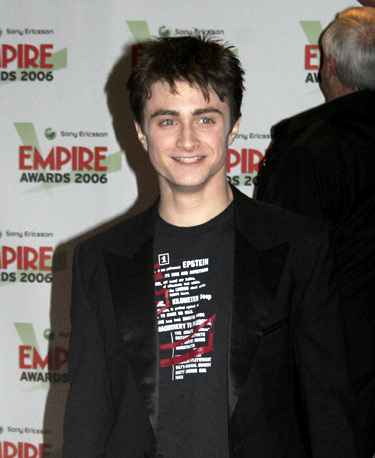
Daniel Radcliffe lors de la 11e cérémonie des Empire Awards en mars 2006.

En 1999, démarre le casting pour le film Harry Potter à l'école des sorciers. David Heyman, le producteur des films, est le premier à rencontrer Daniel Radcliffe par hasard alors que celui-ci se rend à une même pièce de théâtre, accompagné de son père. Heyman précisera plus tard qu'il ne s'est pas du tout intéressé à la pièce, observant régulièrement le garçon assis derrière lui : « J'étais captivé par ce qu'il dégageait à son âge ». David Heyman parvient alors à convaincre le père de Daniel Radcliffe de faire participer celui-ci aux auditions en cours, en présence de Chris Columbus. Le réalisateur, qui avait déjà remarqué le garçon à la suite de son rôle dans David Copperfield, le retiendra notamment pour l'« intelligence » et la « sagesse » qu'il dégage pour son âge. Daniel est choisi pour jouer Harry Potter, à l'âge de onze ans, dans le film Harry Potter à l'école des sorciers.

« Harry est vraiment un personnage romanesque. Il est très replié sur lui-même. Il est le regard du lecteur sur le monde. […] Ce n'est pas facile à faire passer pour n'importe quel acteur, encore moins pour un enfant de 11 ans, mais Daniel [Radcliffe] a cette capacité à écouter et à bien réagir à l'écran. »

— J. K. Rowling.
Un an plus tard, Daniel Radcliffe joue une nouvelle fois le rôle de Harry dans Harry Potter et la Chambre des secrets (2002), le deuxième opus de la série. Les critiques saluent une nouvelle fois les interprétations des acteurs principaux.
En 2004, Harry Potter et le Prisonnier d'Azkaban, le troisième volet de la série Harry Potter sort. Ce film est celui qui rencontre le moins de succès de toute la série Harry Potter mais Daniel est tout de même nommé deux fois dans la catégorie « Meilleur acteur » au Critics Choice Awards et Saturn Awards.

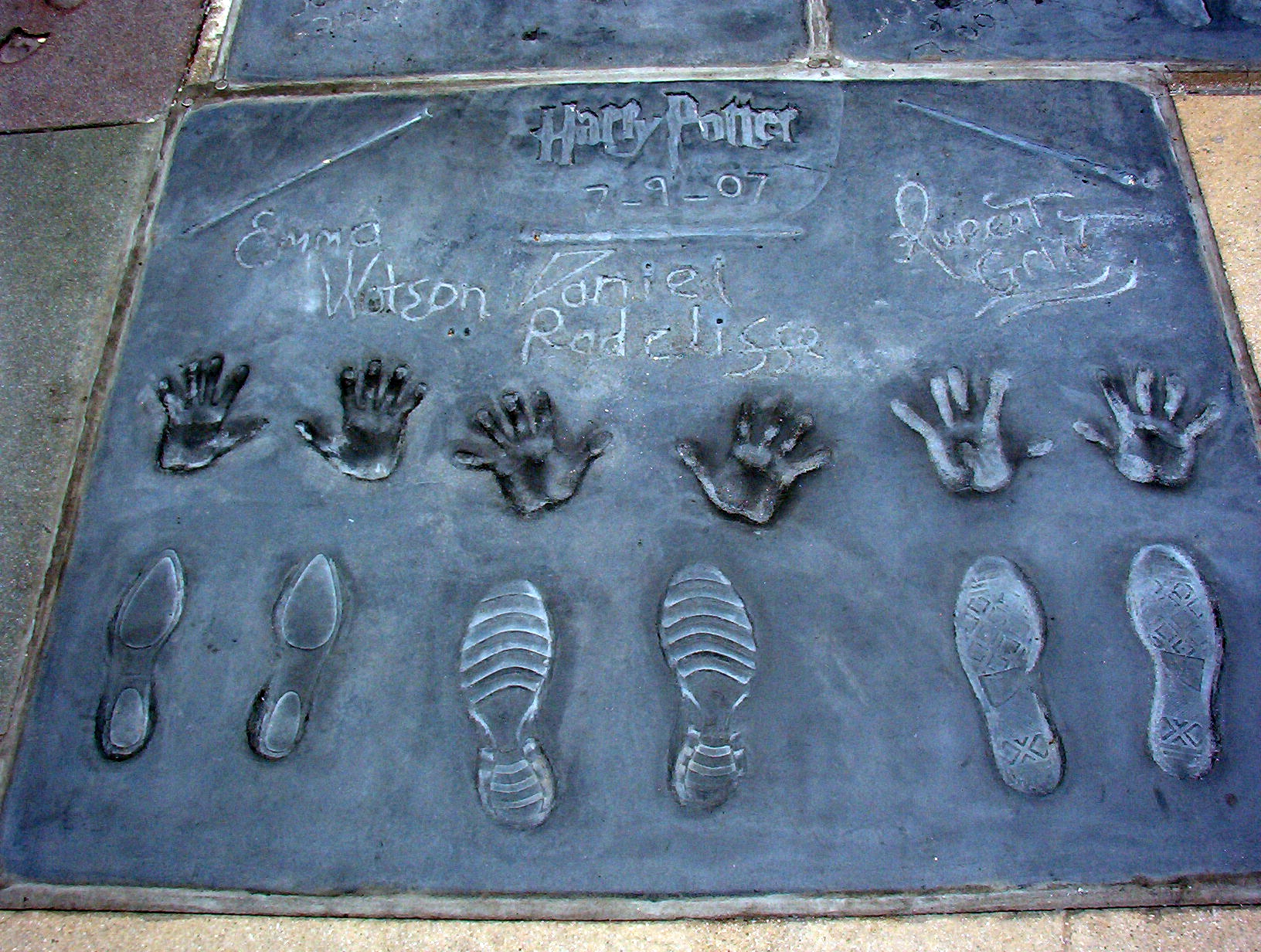
Empreintes des mains et des pieds d'Emma Watson, Daniel Radcliffe et de Rupert Grint (de gauche à droite).

En 2005, Harry Potter et la Coupe de feu, quatrième volet de la série de films Harry Potter bat tous les records précédents, notamment celui au box-office, pour son week-end d'ouverture. Ce record est battu à la fois aux États-Unis et au Royaume-Uni, ainsi que par rapport aux épisodes précédents de la série.
En 2006, il joue également Harry Potter dans The Queen's Handbag (Le sac à main de la Reine), un mini-épisode spécial de Harry Potter pour le 80e anniversaire de la reine Élisabeth II.
Le cinquième film de la franchise : Harry Potter et l'Ordre du Phénix, sort en 2007. C'est un énorme succès commercial. Le film établit un record avec une somme, au niveau mondial, de 33 270 000 $ de recette pour son week-end d'ouverture. Daniel Radcliffe remporte le National Movie Awards dans la catégorie « Meilleur acteur ». Comme la renommée de l'acteur et de la série continuent, le 9 juillet 2007, il laisse ses empreintes de mains et de pieds devant le théâtre chinois de Grauman, qui se trouve dans la capitale du cinéma, Hollywood, avec les deux autres jeunes acteurs de la saga, Emma Watson et Rupert Grint.

#### Engagement pour la seconde partie de la saga

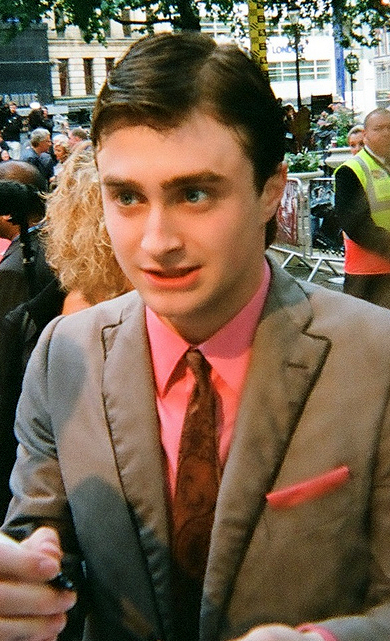
Daniel Radcliffe lors de la première de Harry Potter et le Prince de sang mêlé, à Londres, en 2009

Malgré le succès de l'Ordre du Phénix, l'avenir de la franchise Harry Potter n'est pas assuré : les trois acteurs principaux sont réticents à signer un nouveau contrat pour poursuivre leurs rôles respectifs. Daniel Radcliffe signe finalement pour les prochains épisodes.

Le sixième film de la série, Harry Potter et le Prince de sang-mêlé, initialement prévu pour novembre 2008, sort en retard, le 25 juillet 2009. Les principaux acteurs désormais en fin d'adolescence, les critiques sont alors plus disposés à les examiner au même niveau que le reste du casting du film. Le Los Angeles Time les cite en « guide pour les acteurs britanniques ». Le Telegraph estime pour sa part que les trois acteurs principaux ont joué « libérés [donnant] une nouvelle énergie au film ».

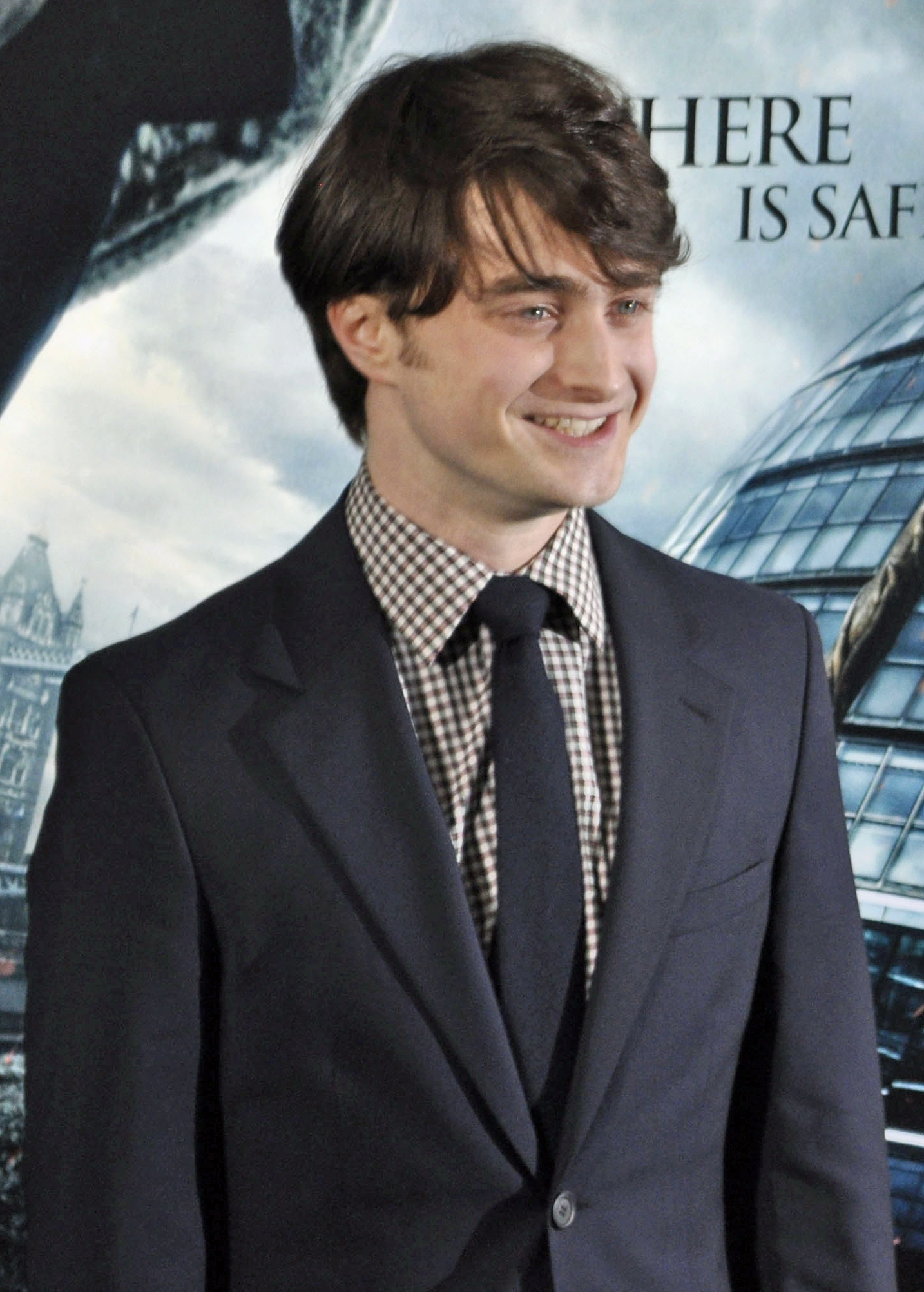
Daniel Radcliffe à la première de Harry Potter et les Reliques de la Mort, partie 1 à New York en 2010.

Le tournage pour la dernière tranche de la série Harry Potter, Harry Potter et les Reliques de la Mort, va du 18 février 2009 au 12 juin 2010. Pour des raisons aussi bien financières que liées au respect de l'œuvre, le livre original a été divisé en deux films, tournés l'un après l'autre. En effet, le réalisateur aurait été contraint de couper de nombreuses scènes pour faire tenir tout le roman dans un seul film.
Harry Potter et les Reliques de la Mort, partie 1 sort le 24 novembre 2010. Washington Post salue et constate « Qui aurait pu prédire que Radcliffe, Grint et Watson se révéleraient de bons acteurs ? ». Le journaliste Rex Reed déclare : « Franchement, je suis désolé de voir [Radcliffe] partir ».
Le dernier opus, Harry Potter et les Reliques de la Mort, partie 2 sort en juillet 2011. C'est le premier et le seul film de la série diffusé en 3D. C'est aussi le seul film de la série Harry Potter à passer la barre symbolique du milliard de dollars de recettes dans le monde. Dans ce dernier volet, Daniel, alors âgé de vingt-et-un ans, incarne pour la dernière fois un Harry Potter de dix-sept ans. Il aurait gagné 64 millions de dollars sur la période 2009-2010.

### 2007-2011: aprèsHarry Potter

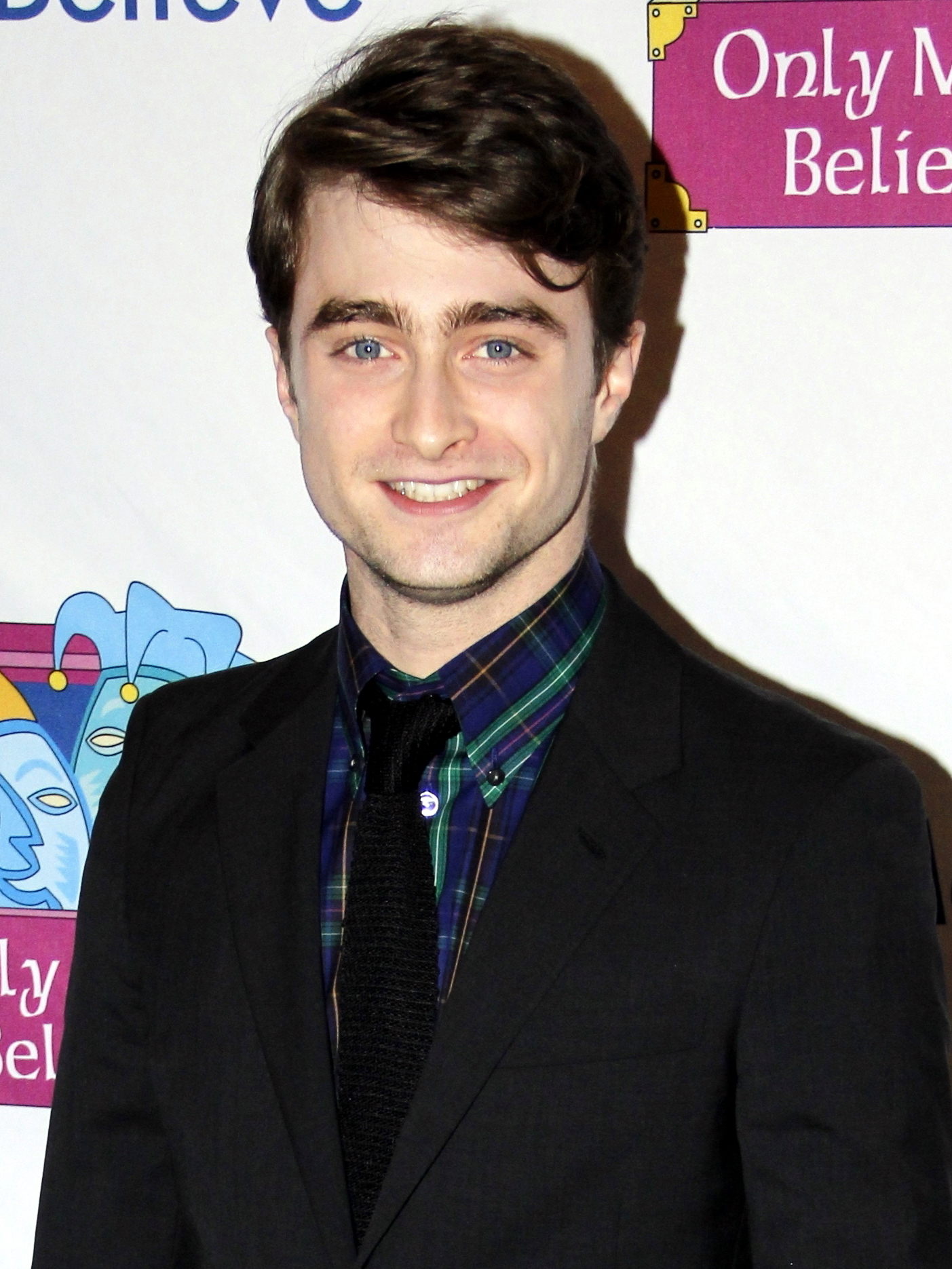
Daniel Radcliffe à Broadway en 2011.

En 2007, Daniel Radcliffe est à l'affiche de Mon fils Jack, téléfilm de Brian Kirk, dans lequel il tient le rôle du fils de Rudyard Kipling. Le téléfilm a été diffusé le 11 novembre 2007, jour de commémoration de l'Armistice, sur la BBC One. Ce téléfilm a reçu de nombreuses critiques positives et notamment sur la performance de Daniel. Il incarne la même année, le rôle de Maps dans le film December Boys réalisé par Rod Hardy.
À 17 ans, dans le but de montrer aux gens qu'il était prêt à jouer un rôle adulte, il se produit sur scène dans la pièce de Peter Shaffer, Equus, dans laquelle il retrouve Richard Griffiths (l'interprète de Vernon Dursley). Il joue le rôle principal, celui de Alan Strang, un garçon d'écurie obsédé par les chevaux. Les ventes anticipées ont atteint 1,7 million de livres sterling et ce rôle a suscité un intérêt médiatique important dans la préouverture, puisque Radcliffe est apparu dans une scène de nu. La performance de Radcliffe a reçu des critiques positives. Le Daily Telegraph a écrit : « il [Daniel] affiche une puissance dramatique et une présence électrisante sur la scène qui marque un formidable bond en avant ». La production a ensuite été transférée à Broadway en septembre 2008, avec Radcliffe toujours dans le rôle principal. Celui-ci a déclaré qu'il était nerveux à l'idée de répéter le rôle à Broadway parce qu'il considérait le public américain plus perspicace que celui de Londres. La performance de Radcliffe a été nommée pour un Drama Desk Awards.
En 2011, il refait ses débuts à Broadway en tant que J Pierrepont Finch, dans la comédie musicale tirée du film How to Succeed in Business Without Really Trying. L'acteur et la production ont tous deux reçu des critiques favorables. USA Today déclare : « Radcliffe réussit finalement non pas à éclipser les autres membres de la distribution, mais à travailler consciencieusement en harmonie avec eux ». Daniel a reçu de nombreuses nominations et la production remporte neuf nominations au Tony Award.

### 2012-2016: d'autres rôles cinématographiques

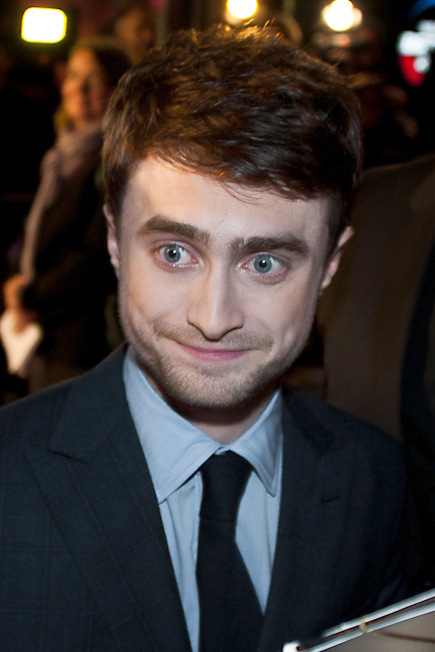
Daniel Radcliffe à l'avant première de Kill Your Darlings en octobre 2013.

Son premier gros projet, après la saga Harry Potter, est le film d'horreur La Dame en noir. Le film reçoit en majorité des critiques positives. L'agrégateur Rotten Tomatoes rapporte que 65 % des 164 critiques ont donné un avis positif sur le film, avec une moyenne passable de 6/10.
En 2013, il interprète le rôle du poète Allen Ginsberg, dans le film Kill Your Darlings au côté de Dane DeHaan. La même année, il joue dans la comédie romantique Et (beaucoup) plus si affinités de Michael Dowse au côté de Zoe Kazan.

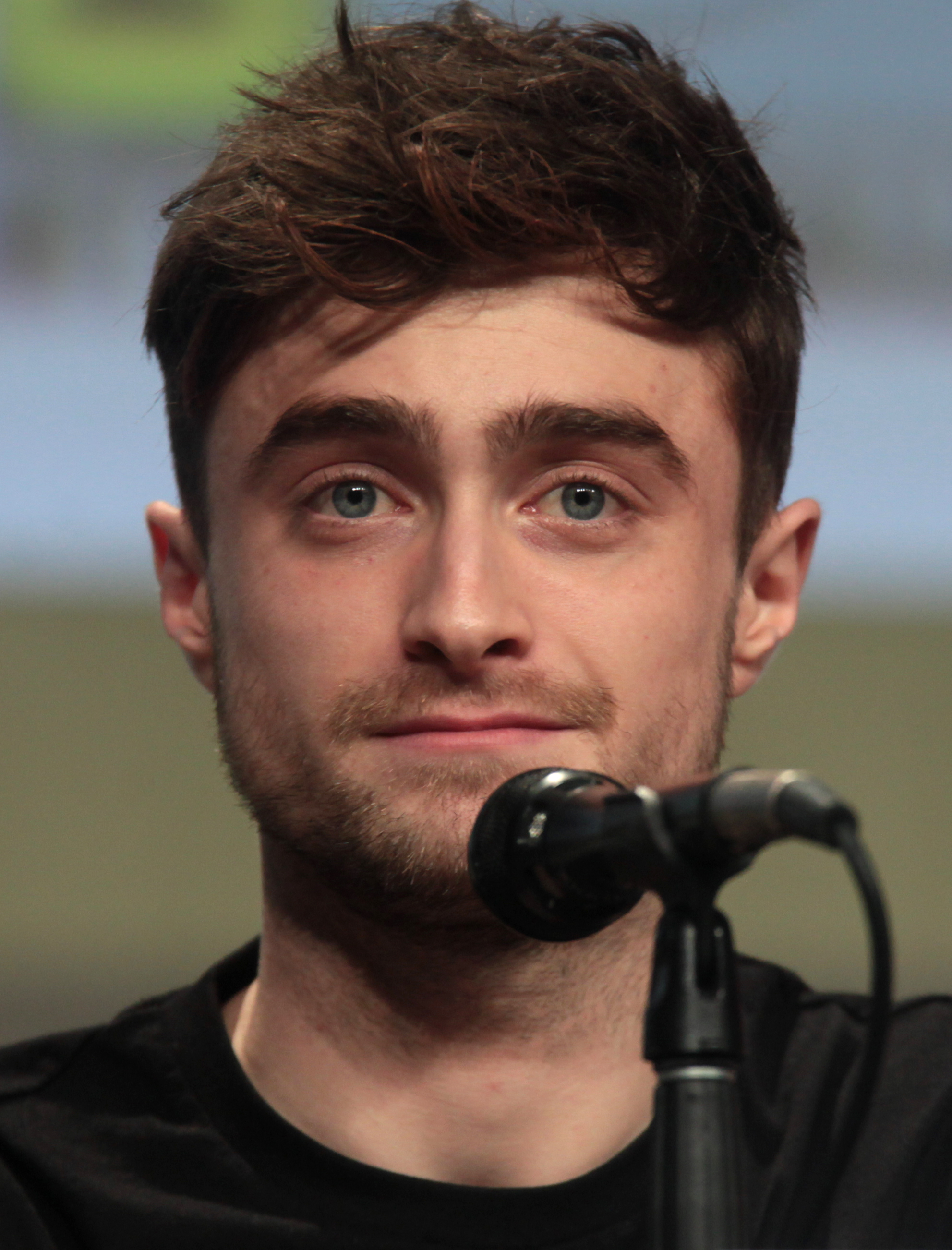
L'acteur au Comic-Con de San Diego en 2014.

En 2014, il tient le rôle de Ignatius « Ig » Perrish, un homme accusé du viol et du meurtre de sa petite amie, qui utilise des capacités paranormales nouvellement découvertes, dans sa quête pour trouver le véritable meurtrier, dans le film fantastique américano-canadien produit et réalisé par Alexandre Aja, Horns,.
En 2015, il a joué le rôle d'Igor dans un film d'horreur de science-fiction Docteur Frankenstein, basé sur les adaptations contemporaines du roman Frankenstein ou le Prométhée moderne de Mary Shelley, publié en 1818. Il apparaît également dans un caméo dans la comédie Crazy Amy. Mais encore dans le téléfilm The Gamechangers où il apparaît parmi les acteurs principaux.
En 2016, il joue dans trois films différents. En juin et août, il tourne dans les thrillers Insaisissables 2, où il interprète pour la première fois le rôle de l’antagoniste et dans Imperium, dans lequel il joue le rôle d'un agent du FBI, Nate Foster qui infiltre un groupe terroriste néo-nazi américain. En juillet 2016, il interprète le rôle de Many dans la comédie dramatique Swiss Army Man. Le film a reçu des critiques généralement positives.

### Depuis 2017: tête d'affiche
En 2017, Daniel Radcliffe a joué Yossi Ghinsberg, basé sur la biographie de l'auteur du même nom, dans le thriller Jungle. L'année suivante, il interprète Sean Haggerty dans le film Beast of Burden (en).
En 2018, il retourne à Broadway dans la pièce de théâtre humoristique The Lifespan of a Fact, aux côtés de Bobby Cannavale et Cherry Jones. La pièce tourne autour d’un jeune vérificateur déterminé qui se heurte à son éditeur exigeant et à un auteur peu orthodoxe. Pour ce rôle, il va remporter une récompense au Broadway.com Audience Awards dans la catégorie « meilleur acteur dans une pièce ».
Il interprète le rôle d'un personnage différent dans chaque saison dans la série d'anthologie créée par Lorne Michaels, Miracle Workers. La série est diffusée sur Warner TV en France et TBS aux États-Unis depuis le 12 février 2019. En août 2019, Daniel Radcliffe prête sa voix dans le film d'animation Playmobil: The Movie.
La même année, il va tenir le rôle titre dans le film d'action-comédie Guns Akimbo réalisé par Jason Lei Howden (en) et aux côtés de Samara Weaving et Ned Dennehy. Il joue le rôle du geek Miles Lee Harris qui se retrouvera dans une émission clandestine hyper-violente, Skizm, qui cartonne sur le dark web et qui montre en live un jeu mortel.
Début 2020, il retourne à Londres, dans la célèbre pièce de théâtre Endgame, au côté de Alan Cumming. Il tient ensuite la tête d'affiche du thriller Escape from Pretoria, dans le rôle principal de Tim Jenkin. En mai, il tient le rôle du fiancé de Kimmy Schmidt (interprétée par Ellie Kemper), dans un épisode spécial nommé Kimmy contre le révérend, final de la série à succès Unbreakable Kimmy Schmidt.
En mars 2021, il rejoint le casting de Lost City of D auprès de Sandra Bullock et Channing Tatum. Il joue le rôle antagoniste principal du film.
L'année suivante, il interprète le rôle du chanteur et humoriste Weird Al Yankovic dans son film biographique Weird: The Al Yankovic Story.
Début 2022, Radcliffe revient sur scène en jouant dans la reprise du New York Theatre Workshop de la comédie musicale de Stephen Sondheim ; Merrily We Roll Along dans le rôle de Charley Kringas. Il joue aux côtés de Jonathan Groff et Lindsay Mendez. La reprise commence le 21 novembre 2022 et s'est ouverte le 12 décembre 2022. La production a été prolongée jusqu'au 8 janvier 2023, avant de passer à des avant-premières acclamées par la critique à Broadway.

## Autres activités

### Engagements et opinions

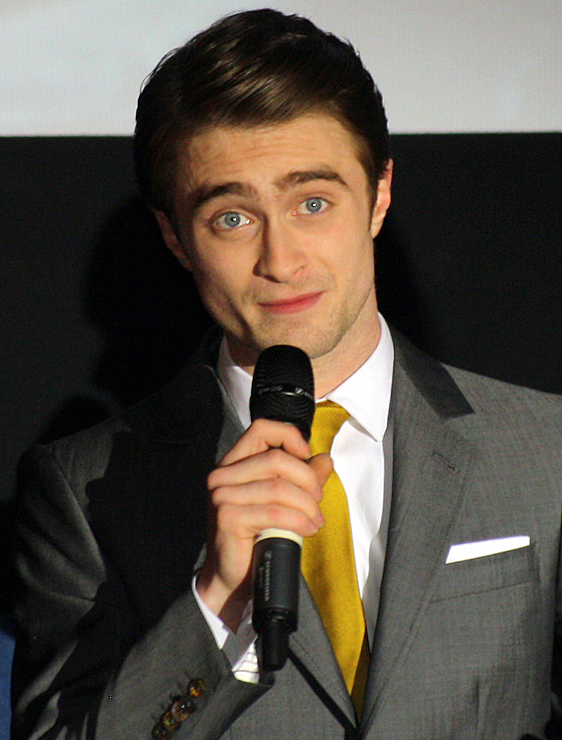
Daniel Radcliffe en 2012.

Daniel Radcliffe soutient plusieurs œuvres caritatives, dont le soutien du Demelza House Children's Hospice. Cet hôpital se situe à Sittingbourne dans le Kent et traite les enfants en phase terminale de maladies. Cet hôpital a pour but de donner « de la vie aux journées, quand les journées ne peuvent ajouter de la vie ».
Il a également fait une donation qualifiée d'« importante » au Trevor Project, une organisation américaine qui œuvre contre le suicide chez les jeunes LGBTQ aux États-Unis, en fournissant notamment une assistance téléphonique 24 heures sur 24. « C'est très triste de savoir qu'en 2009 le suicide est une des trois causes principales de décès chez les jeunes, et c'est dramatique d'apprendre que les jeunes homosexuels sont jusqu'à quatre fois plus susceptibles de tenter de se suicider que les jeunes hétérosexuels », a-t-il dit. « J'ai grandi autour d'homosexuels toute ma vie, au fond, ça explique peut-être pourquoi je suis de parti pris et que certaines personnes pensent que je suis homosexuel lorsque je les rencontre... ce que je trouve génial ». En 2020, il s'est exprimé à la suite des « propos jugés transphobes » de J. K. Rowling, en répondant que selon lui, « les femmes transgenres sont des femmes » et que tout propos affirmant le contraire « efface l’identité et la dignité des personnes transgenres »,.
Il a aussi offert une mèche de ses cheveux et un autographe pour le British Charity, ce qui a permis de récolter 750 livres (soit environ 960 euros) en 2003.
De plus, depuis le 24 janvier 2015, il est devenu l'ambassadeur d'Amnesty International dans le but de sensibiliser les Britanniques au cas de la Syrie où les droits de l'Homme seraient, selon l'organisation, complètement bafoués.

### Écriture
Daniel Radcliffe fait publier quatre textes dans le magazine Rubbish en 2007, sous le nom de plume Jacob Gershon (combinaison de son second prénom et de la version yiddish du nom de jeune fille de sa mère, Gresham). Il explique être parfois irrité par la poésie contemporaine : « Parfois, le vers libre, pour moi, c'est pour les gens incapables de structurer leurs textes. Et, quand je n'écris pas en formes fixes et en mètres, je deviens insupportablement auto-indulgent. C'est ce que disait Robert Frost : “Le vers libre, c'est comme jouer au tennis avec le filet baissé” ». Le critique Lloyd Evans, du Daily Mail, a qualifié ses œuvres en ces termes : « Il s'agit d'un examen noir et perspicace de l'auto-indulgence et l'hypocrisie. Radcliffe a clairement compris les pressions psychologiques de la célébrité précoce. Ce qui est remarquable, c'est qu'il ait exprimé ces pressions avec autant de maturité. »

## Vie privée

### Personnalité
En 2011, Emma Watson indique que « la complicité qui lie Harry, Ron et Hermione s’est reflétée dans la vraie vie » et précise que « Daniel Radcliffe est un garçon adorable, généreux, énergique ».

### Problèmes de santé

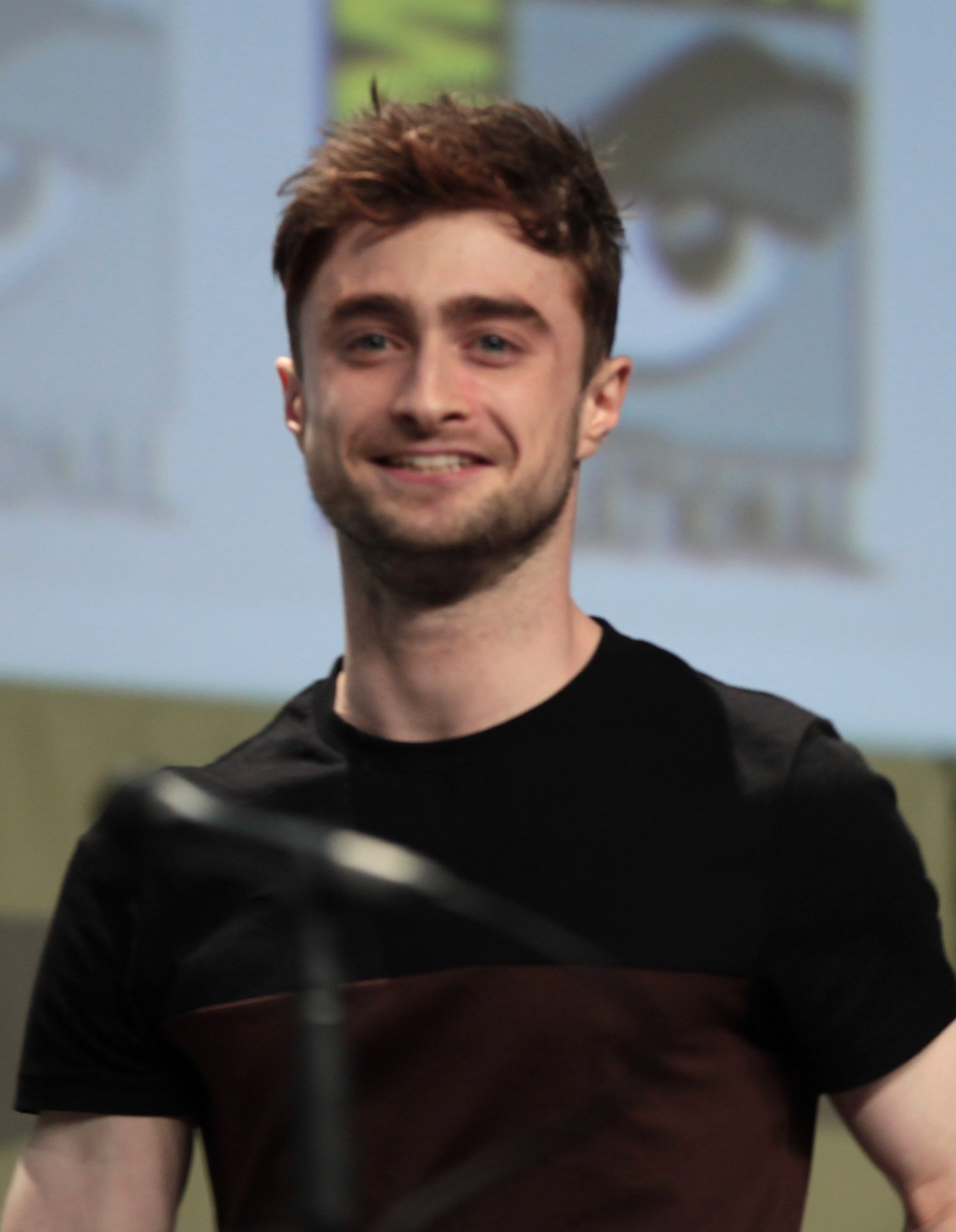
Daniel Radcliffe lors du Comic-Con de San Diego en 2014.

Daniel Radcliffe souffrirait d'une légère dyspraxie, due à un dysfonctionnement cérébral empêchant la bonne coordination des gestes. Cependant, comme il l'a lui-même déclaré, cela ne l'empêche pas d'exercer son travail d'acteur et de comédien car sa dyspraxie est d'un degré assez faible. Il est aussi atteint d'une maladie rare : l'algie vasculaire de la face provoquant d'intenses douleurs, ne touchant que 0,2 % de la population.
Durant la promotion du dernier volet de Harry Potter, Daniel Radcliffe a avoué à la radio BBC Radio 1 avoir eu des problèmes d'alcoolisme durant le tournage du Prince de sang-mêlé. En 2013, il annonce ne pas avoir consommé d'alcool depuis plus de deux ans ; il se dit aujourd'hui guéri. En mars 2020, dans une interview donnée à l'émission Desert Island Discs de BBC Radio 4, Daniel reparle de ses problèmes d'alcool lors de son adolescence et de sa décision de devenir « sobre », et comment le soutien de ses parents et le fait de rester au Royaume-Uni l'a aidé à faire face à la célébrité.

### Religion
Dans une interview de 2012, Daniel Radcliffe a déclaré : « Il n'y a jamais eu de foi [religieuse] au sein de ma maison pendant mon enfance. Je me considère tout de même d'après mes origines comme juif et irlandais, malgré le fait que je sois anglais. » Il a ensuite continué : « Nous étions des juifs de l'arbre de Noël » et il se déclare « très fier d'être juif ».
La même année, il annonce : « Je suis un athée. Un athée militant lorsque la religion commence à avoir un impact sur la législation. » Pourtant, dans une interview de 2009, il a déclaré : « Je suis très à l'aise à propos [d'être athée]. Je ne prêche pas mon athéisme, mais j'ai beaucoup de respect pour des gens comme Richard Dawkins. Tout ce qu'il fera à la télévision, je le regarderai. »
En 2019, lors d'une interview, il se décrit finalement comme « un agnostique penchant vers l'athéisme ».

### Fortune

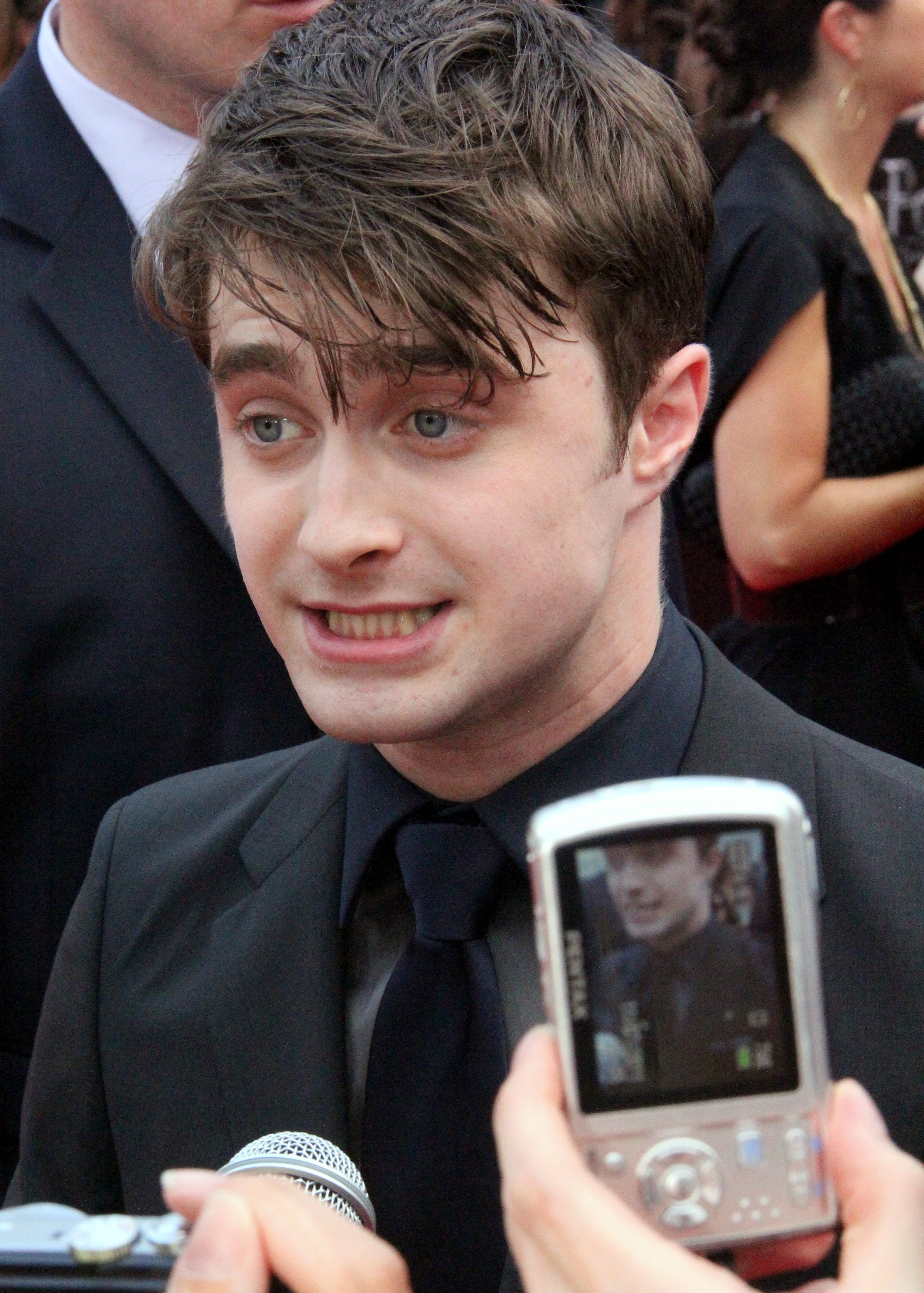
Daniel Radcliffe à l'avant première de Harry Potter et les Reliques de la Mort, partie 2, en juillet 2011.

Daniel Radcliffe aurait gagné un million de livres sterling pour le premier film de Harry Potter et environ 15 millions de livres sterling pour le sixième. Il apparaît sur la liste des plus riches de 2006 du Sunday Times, qui estimait sa fortune personnelle à 14 millions de livres sterling, faisant de lui l'un des jeunes les plus riches du Royaume-Uni. En mars 2009, il était classé numéro un sur la liste Forbes « Most Valuable Young Stars », et en avril, le Daily Telegraph mesurait sa valeur nette à 30 millions de livres sterling, faisant de lui le 12e plus riche jeune du Royaume-Uni. En février 2010, il a été classé sixième star masculine hollywoodienne la mieux payée. En décembre 2010, il est placé cinquième sur la liste de Forbes des acteurs les plus rentables d'Hollywood avec un chiffre d'affaires de 780 millions de dollars, principalement en raison de la sortie de Harry Potter et les Reliques de la Mort cette année-là.
Fin 2016, sa fortune était estimée à plus de 96,5 millions de dollars.

### Relation amoureuse
Depuis 2013, Daniel Radcliffe est en couple avec l'actrice américaine Erin Darke, rencontrée sur le tournage de Kill Your Darlings en octobre 2012,.
Ils ont un fils ensemble, né en avril 2023.
Installé en 2011 à New York, il vit aujourd'hui avec sa compagne dans le West Village et partage sa vie entre New York et Fulham à Londres.
Il affirme être un supporter du Fulham Football Club.

## Théâtre
- 2002 : The Play What I Wrote (en), mise en scène de Kenneth Branagh, Wyndham's Theatre (en), Londres : invité exceptionnel (3 représentations)
- 2007 : Equus, mise en scène de Thea Sharrock, Gielgud Theatre (en), Londres : Alan Strang
- 2008 - 2009 : Equus, mise en scène de Thea Sharrock, Broadhurst Theatre, Broadway : Alan Strang
- 2011 - 2012 : How to Succeed in Business Without Really Trying, mise en scène de Rob Ashford (en), Al Hirschfeld Theatre, Broadway : J Pierrepont Finch
- 2013 : The Cripple of Inishmaan (en), mise en scène de Michael Grandage, Noël Coward Theatre (en), Londres : Billy Claven
- 2014 : The Cripple of Inishmaan, mise en scène de Michael Grandage, Cort Theater, Broadway : Billy Claven
- 2016 : Privacy (en), mise en scène de James Graham (en), The Public Theater, Broadway : L'écrivain
- 2017 : Rosencrantz and Guildenstern Are Dead, mise en scène de Tom Stoppard, The Old Vic, Londres : Rosencrantz
- 2018-2019 : The Lifespan of a Fact (en), mise en scène de Leigh Silverman (en), Studio 54, Broadway : Fingal
- 2020 : Endgame, mise en scène de Richard Jones, The Old Vic, Londres ; Clov
- 2023 : Merrily We Roll Along, mise en scène de Maria Friedman (en), New York Theatre Workshop (en), Broadway : Charley Kringas

## Filmographie

### En tant qu'acteur

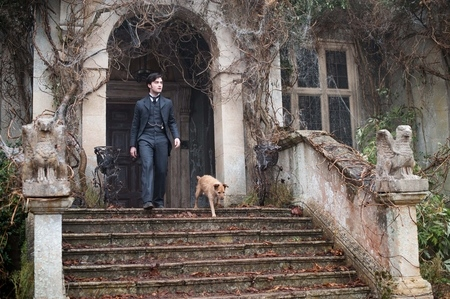
Daniel Radcliffe sur le tournage de La Dame en noir en 2010.

#### Longs métrages
- 2001 : Le Tailleur de Panama (The Tailor of Panama) de John Boorman : Mark Pendel
- 2001 : Harry Potter à l'école des sorciers (Harry Potter and the Philosopher's Stone) de Chris Columbus : Harry Potter
- 2002 : Harry Potter et la Chambre des secrets (Harry Potter and the Chamber of Secrets) de Chris Columbus : Harry Potter
- 2004 : Harry Potter et le Prisonnier d'Azkaban (Harry Potter and the Prisoner of Azkaban) d'Alfonso Cuarón : Harry Potter
- 2005 : Harry Potter et la Coupe de feu (Harry Potter and the Goblet of Fire) de Mike Newell : Harry Potter
- 2007 : December Boys de Rod Hardy : Maps
- 2007 : Harry Potter et l'Ordre du Phénix (Harry Potter and the Order of the Phoenix) de David Yates : Harry Potter
- 2009 : Harry Potter et le Prince de sang-mêlé (Harry Potter and the Half-Blood Prince) de David Yates : Harry Potter
- 2010 : Harry Potter et les Reliques de la Mort, partie 1 (Harry Potter and the Deathly Hallows) de David Yates : Harry Potter
- 2011 : Harry Potter et les Reliques de la Mort, partie 2 (Harry Potter and the Deathly Hallows) de David Yates : Harry Potter
- 2012 : La Dame en noir (The Woman in Black) de James Watkins : Arthur Kipps
- 2013 : Kill Your Darlings de John Krokidas : Allen Ginsberg
- 2013 : Et (beaucoup) plus si affinités (What If) de Michael Dowse : Wallace
- 2014 : Horns de Alexandre Aja : Ig Perrish
- 2015 : Crazy Amy (Trainwreck) de Judd Apatow : promeneur de chien (caméo)
- 2015 : Docteur Frankenstein (Victor Frankenstein) de Paul McGuigan : Igor
- 2016 : Insaisissables 2 (Now You See Me 2) de Jon Chu : Walter
- 2016 : Swiss Army Man de Dan Kwan et Daniel Scheinert : Manny
- 2016 : Imperium de Daniel Ragussis : Nate Foster
- 2017 : Jungle de Greg McLean : Yossi Ghinsberg
- 2018 : Beast of Burden (en) de Jesper Ganslandt : Sean Haggerty
- 2020 : Guns Akimbo de Jason Lei Howden (en) : Miles Lee Harris
- 2020 : Escape from Pretoria de Francis Annan : Tim Jenkin
- 2022 : Le Secret de la cité perdue (The Lost City) de Aaron et Adam Nee (en) :  Abigail Fairfax
- 2022 : Weird: The Al Yankovic Story d'Eric Appel (en) : Weird Al Yankovic

#### Court métrage
- 2010 : Harry Potter and the Forbidden Journey de Thierry Coup : Harry Potter

#### Film d'animation
- 2019 : Playmobil, le film de Lino DiSalvo : Rex Dasher

#### Téléfilms
- 1999 : David Copperfield de Simon Curtis : David Copperfield (jeune)
- 2005 : Foley and Mccoll : This Way Up : Un agent de la circulation
- 2007 : Mon fils Jack de Brian Kirk : Jack Kipling
- 2015 : The Gamechangers de Owen Harris (en) : Sam Houser
- 2020 : Unbreakable Kimmy Schmidt : Kimmy contre le révérend de Claire Scanlon (en) (téléfilm final de la série Unbreakable Kimmy Schmidt) : Prince Frederick

#### Séries télévisées
- 2006 : Extras de Simon Curtis et Ricky Gervais : lui-même (épisode Daniel Radcliffe)
- 2012-2013 : A Young Doctor's Notebook de Alex Hardcastle (en) : Dr Vladimir Bomgard jeune (rôle principal - 8 épisodes)
- 2014 : The Kumars de Sanjeev Bhaskar : lui-même
- 2019-2023 : Miracle Workers de Lorne Michaels : Craig Bog (saison 1) / Prince Chauncley (saison 2) (rôle principal - 27 épisodes)

#### Séries d'animation
- 2012 : Robot Chicken de Seth Green et Matthew Senreich : Un mullet enfant / Thomas de Thomas et ses amis (saison 6, épisode 9)
- 2010 / 2018 : Les Simpson de Matt Groening :  Edmund  / Diggs / Lui-même (saison 22, épisode 4 / saison 25, épisode 12 / saison 29, épisode 15)
- 2015 : BoJack Horseman de Raphael Bob-Waksberg : lui-même (invité, saison 2, épisode 8)

#### Émission
- 2022 : Harry Potter : Retour à Poudlard (Harry Potter 20th Anniversary: Return to Hogwarts) de Casey Patterson : lui-même (épisode spécial ou réunion spéciale)

#### Clip vidéo
- 2012 : Beginners de Slow Club (en)
- 2016 : Demolisher de Behind Her Savage Killing - en tant que directeur et éditeur

### En tant que producteur
- 2017 : Circus Kid (documentaire) de Lorenzo Pisoni
- depuis 2019 : Miracle Workers (série télévisée) de Lorne Michaels
- 2022 : Pinocchio par Guillermo del Toro (film) de Guillermo del Toro et Mark Gustafson (de)
- 2023 : David Holmes : The Boy Who Lived (documentaire) de Dan Hartley

## Distinctions

### Récompenses

#### Années 2000
- Golden Apple Awards 2001 : Révélation masculine de l'année pour Harry Potter à l'école des sorciers
- National Movie Awards 2007 : Meilleur acteur dans un film fantastique pour Harry Potter et l'Ordre du Phénix
- Kids' Choice Awards 2008 : Meilleur acteur dans un film fantastique pour Harry Potter et l'Ordre du Phénix

#### Années 2010
- Scream Awards 2011 : Meilleur acteur dans un film fantastique pour Harry Potter et les Reliques de la Mort, partie 2
- Teen Choice Awards 2011 :
  - Meilleur baiser dans un film fantastique pour Harry Potter et les Reliques de la Mort, partie 1, partagé avec Emma Watson
  - Meilleur acteur dans un film fantastique pour Harry Potter et les Reliques de la Mort, partie 2
- MTV Movie Awards 2012 : Meilleur héros dans un film fantastique pour Harry Potter et les Reliques de la Mort, partie 2
- People's Choice Awards 2012 : Meilleure distribution dans un film fantastique pour Harry Potter et les Reliques de la Mort, partie 2, partagé avec Rupert Grint et Emma Watson
- Teen Choice Awards 2012 : Meilleur combat dans un film fantastique pour Harry Potter et les Reliques de la Mort, partie 2, partagé avec Ralph Fiennes
- BloodGuts UK Horror Awards 2013 : Meilleur acteur dans un drame horrifique pour La Dame en noir
- Empire Awards 2013 : Meilleur héros[Qui ?]
- Fangoria Chainsaw Awards 2015 : Meilleur acteur dans un drame fantastique pour Horns
- Festival international du film de Catalogne 2016 : Meilleur acteur pour Swiss Army Man
- Broadway.com Audience Awards 2019 : Meilleur acteur dans une pièce pour The Lifespan of a Fact

#### Années 2020
- Tony Awards 2024 : Meilleur second rôle masculin dans une comédie musicale pour Merrily We Roll Along

### Nominations

#### Années 2000
- Critics Choice Awards 2002 : meilleur jeune acteur dans un film fantastique pour Harry Potter à l'école des sorciers
- Empire Awards 2002 : meilleur début dans un film fantastique pour Harry Potter à l'école des sorciers, partagé avec Rupert Grint et Emma Watson
- MTV Movie Awards 2002 : meilleur jeune acteur dans un film fantastique pour Harry Potter à l'école des sorciers
- [Online Film & Television Association Awards 2002 : meilleur jeune acteur dans un film fantastique pour Harry Potter à l'école des sorciers
- Phoenix Film Critics Society Awards 2002 : meilleur jeune acteur dans un film fantastique pour Harry Potter à l'école des sorciers
- Saturn Awards 2002 : meilleur jeune acteur dans un film fantastique pour Harry Potter à l'école des sorciers
- Saturn Awards 2003 :
  - Meilleur jeune acteur dans un film fantastique pour Harry Potter et la Chambre des secrets
  - Meilleure distribution dans un film fantastique pour Harry Potter et la Chambre des secrets, partagé avec Kenneth Branagh, John Cleese, Robbie Coltrane, Warwick Davis, Richard Griffiths, Rupert Grint, Richard Harris, Jason Isaacs, Alan Rickman, Fiona Shaw, Maggie Smith, Julie Walters et Emma Watson
- Critics Choice Awards 2005 : meilleur jeune acteur dans un film fantastique pour Harry Potter et le Prisonnier d'Azkaban
- Saturn Awards 2005 : meilleur jeune acteur dans un film fantastique pour Harry Potter et le Prisonnier d'Azkaban
- Critics Choice Awards 2006 : meilleur jeune acteur dans un film fantastique pour Harry Potter et la Coupe de feu
- MTV Movie Awards 2006 :
  - Meilleur jeune acteur dans un film fantastique pour Harry Potter et la Coupe de feu
  - Meilleure équipe à l'écran dans un film fantastique pour Harry Potter et la Coupe de feu, partagé avec Rupert Grint et Emma Watson
- Saturn Awards 2006 : meilleur jeune acteur dans un film fantastique pour Harry Potter et la Coupe de feu
- Empire Awards 2008 : meilleur acteur dans un film fantastique pour Harry Potter et l'Ordre du Phénix
- MTV Movie Awards 2008 : meilleur baiser dans un film fantastique pour Harry Potter et l'Ordre du Phénix, partagé avec Katie Leung
- Saturn Awards 2008 : meilleur jeune acteur dans un film fantastique pour Harry Potter et l'Ordre du Phénix
- Festival international du film de Shanghai 2008 : acteur dans un téléfilm dramatique pour Mon fils Jack

#### Années 2010
- MTV Movie Awards 2010 : meilleur jeune acteur dans un film fantastique pour Harry Potter et le Prince de sang-mêlé
- People's Choice Awards 2010 : meilleure équipe à l'écran dans un film fantastique pour Harry Potter et le Prince de sang-mêlé, partagé avec Emma Watson et Rupert Grint
- MTV Movie Awards 2011 :
  - Meilleure interprétation masculine dans un film fantastique pour Harry Potter et les Reliques de la Mort, partie 1
  - Meilleur baiser dans un film fantastique pour Harry Potter et les Reliques de la Mort, partie 1, partagé avec Emma Watson
  - Meilleur combat dans un film fantastique pour Harry Potter et les Reliques de la Mort, partie 1, partagé avec Emma Watson, Rupert Grint, Rod Hunt et Arben Bajraktaraj
- National Movie Awards 2011 : meilleure interprétation masculine dans un film fantastique pour Harry Potter et les Reliques de la Mort, partie 1
- Empire Awards 2012 : meilleur acteur dans un film fantastique pour Harry Potter et les Reliques de la Mort, partie 2
- Fright Meter Awards 2012 : meilleur acteur dans un drame horrifique pour La Dame en noir
- Grammy Awards 2012 : meilleur album musical partagé avec John Larroquette et Frank Loesser[Quoi ?]
- Kids' Choice Awards 2012 : meilleur acteur dans un film fantastique pour Harry Potter et les Reliques de la Mort, partie 2
- People's Choice Awards 2012 :
  - Meilleur jeune acteur de moins de 25 ans pour Harry Potter et les Reliques de la Mort.
  - Meilleur acteur de film fantastique pour Harry Potter et les Reliques de la Mort.
- MTV Movie Awards 2012 :
  - Meilleur combat dans un film fantastique pour Harry Potter et les Reliques de la Mort, partie 2, partagé avec Ralph Fiennes
  - Meilleure interprétation masculine dans un film fantastique pour Harry Potter et les Reliques de la Mort, partie 2
- Teen Choice Awards 2012 : meilleure interprétation masculine dans un film fantastique pour Harry Potter et les Reliques de la Mort, partie 2
- Fangoria Chainsaw Awards 2013 : meilleur acteur dans un drame horrifique pour La Dame en noir

- Chlotrudis Awards 2014 :
  - Meilleur acteur dans un film dramatique pour Kill Your Darlings
  - Meilleure interprétation pour un jeune acteur dans une comédie dramatique pour Et (beaucoup) plus si affinités
- Genie Awards 2014 : Meilleur acteur dans une comédie dramatique pour Et (beaucoup) plus si affinités
- Teen Choice Awards 2019 : meilleur acteur dans une série comique pour Miracle Workers

## Voix francophones
En France, Kelyan Blanc est la voix française régulière de Daniel Radcliffe depuis la saga Harry Potter, mais le double en alternance avec Hugo Brunswick depuis 2015. Il a également été doublé par Adrien Solis dans Imperium et par Daniel Lundh dans Swiss Army Man.
Au Québec, Émile Mailhiot est la voix québécoise régulière de l'acteur. Louis-Philippe Berthiaume le double dans Et si jamais et Insaisissables 2.
- Versions françaises :
  - Kelyan Blanc dans la série de films Harry Potter, La Dame en noir, Horns, Crazy Amy, Jungle, Escape from Pretoria, etc.
  - Hugo Brunswick dans Docteur Frankenstein, Insaisissables 2, Miracle Workers, Guns Akimbo, Le Secret de la cité perdue.

- Versions québécoises (la liste indique les titres québécois) :
  - Émile Mailhiot dans la série de films Harry Potter, Les Enfants de décembre, La Dame en noir, Corne, Victor Frankenstein.